# 齐白石故居 (北京)
39°54′52″N 116°21′51″E / 39.914496°N 116.364267°E
齐白石故居位于中国北京市西城区跨车胡同15号，是中国画家、篆刻家齐白石位于北京市的寓所之一。

## 历史
齐白石故居位于西城区太平桥大街东侧，辟才胡同路北的跨车胡同15号，是一座带跨院的三合院住宅。现为北京市文物保护单位。
齐白石于1926年冬购得该寓所，在此长期居住直至逝世，其间作画2万余幅。齐白石逝世后一直为私人住宅，不对外开放。1984年9月，故居被北京市政府列为市级文物保护单位。

## 建筑
故居为三合院结构，坐西朝东，面积204平方米，北房三间，是当年的 “白石画屋”，因屋前装有铁栅栏，又称“铁栅屋”，房檐下悬挂着齐白石手作“白石画屋”横匾，长3.3米、高0.84米，篆体大字尚依稀可见。
故居由于临近西单繁华市区，在辟才胡同和太平桥大街拓宽工程期间险被拆除。现在原有的跨车胡同内的建筑仅余该故居一户，四面已被高楼大厦包围。